# مارتا لاوریسن
مارتا لاوریسن (انگلیسی: Martha Laurijsen؛ زادهٔ ۱۵ آوریل ۱۹۵۴) ورزشکار روئینگ اهل پادشاهی هلند است.
وی در مسابقات کشوری و بین‌المللی در مجموع برندهٔ ۱ مدال برنز شده‌است.